# Sociologia de la música
La sociologia de la música és una línia de recerca dels estudis culturals. Pretén desvetllar la simbologia no explicada, però parladora, de la societat a través una de les seves produccions, la música. No s’interessa pas en el producte musical tot sol, però en les interaccions existents en el procés de producció i recepció del producte.
Tradicionalment la sociologia de la música ha partit d’una mirada d'etnocèntrica que ha volgut estudiar les formes musicals europees com a música i reglar les músiques no europees a exotisme o ètnia. No és fins ben entrats els anys 1950 que poc a poc aquesta divisòria es posa en qüestió. Max Weber que ha estat el sociòleg més acceptat comunament i per això indicat com el primer investigador en l’àmbit, fa una lectura etnocèntrica de la relació entre societat i música. El seu homòleg Simmel parteix d’un punt de vista diferent tot i que reprodueix els estudis evolucionistes que marquen la primera fase de recerca en sociologia de la música.
A partir dels anys 1950 els treballs en sociologia de la música s’interessen a entendre la música com a reflex de la societat i com a motor de canvi d’aquesta. S’inclouen en els estudis culturals de manera que la sociologia de la música no serà res més que un annex de tot un conjunt més gran de treballs que permetin entendre la societat mitjançant les seves produccions. S'estudia la cultura de masses i la seva relació amb el públic. La música es torna un element de la cultura de masses i es prova d'entendre la seva relació amb la massa.
Comptat i debatut, la música és una expressió única de cada artista, però com que viu dins un context i influenciat pel seu entorn, també és una expressió de la societat. És a partir de la Revolució Francesa el màxim exponent de l'individualisme i d'ençà la Revolució Industrial un producte del capitalisme. La música té capacitat cultural. És a dir, influeix en la societat perquè vehicula idees amb capacitat de fer canviar la societat. Alguns sociòlegs, de tot sexe confós, parlen de creació de la societat mitjançant la música. La música permet amb tot distingir-se d'un grup determinat de la societat. És per això mateix variada com la mateixa societat. Es parla de mons musicals per a referir-se a universos viscuts per grups determinats de la societat que s'expressen mitjançant la música. Les diferències sovint són artificials perquè la música comparteix universalismes.

## Objecte d’estudi i marc teòric

### Etimologia
El mot música apareix al diccionari de llengua catalana a partir del llatí, el qual pren les seves arrels del grec. Més delimitadament, s’importa al segle XIV. Tècnicament la música és l’«art que s’expressa mitjançant l’ordenació dels sons en el temps», però a les societats industrialitzades la música ha guanyat el valor d’»obra musical o obres musicals».
És d’allò més primordial saber diferenciar la música en singular del seu plural, les músiques. És a dir, cal no confondre música en el sentit d’obra musical amb la música mateixa.
Tradicionalment l’anàlisi musical que s’ha fet a Europa de la música ha tendit a focalitzar-se molt més en la música en si que en allò que la condiciona com ara la cultura i el context que l’envolta. D’aquesta forma no s’ha entès els nous llenguatges musicals quan han aparegut. L’arrel d’aquesta mirada és sovint etnocèntrica i orientada cap a Europa.
La música en singular ha estat això mateix però l'antropologia de la música ha demostrat que música com a concepte és més variat que com es pot concebre a Europa. Societats no industrialitzades i societats no tant allunyades econòmicament i estructuralment d'Europa no disposen de paraules per a definir allò que anomenem en català música o tot el contrari, disposen de més matisos que el català. Així, troben significats diferents i molt variats al concepte de música.
La difusió d’una superestructura de cultura anglosaxona mitjançant els mitjans de comunicació a escala global ha tendit a fer creure al públic que de música n’hi ha una només. Però a nivell sociològic no podem considerar pas l’existència d’una música, però de músiques. Per simplificació d’estudi i aprenentatge, però, l’article que tot segueix se serveix del singular per a parlar d’un fenomen més plural.

### Recerca científica
Cal considerar que la sociologia és una disciplina acadèmica etnocèntrica d’arrel degut al fet d’haver nascut en una societat on el racisme és molt viu i condicionadora per això de la sort de l'antropologia. Parlar d’antropologia de la música com de sociologia de la música és referir-se si fa no fa a la mateixa cosa. L’antropologia va precedir la sociologia i és Occident que ha volgut deslligar la sociologia de l’antropologia. La primera és sovint reglada a l’estudi de societats nòmades, com si aquestes fossin inferiors i necessitessin una ciència a banda que les estudiés. Segons José Antonio Martín Herrero l’antropologia de la música era tot allò que no fos Europa, de manera que queda clar l’empastifada racial que adquireixen els estudis sobre sociologia de la música tot començar el segle xix, moment en què es comença a estudiar la música a partir de la societat.
Així els primers treballs en antropologia remunten a un període força curt. És entre el 1880 i 1900 que trobem escrits sobre societat i música, provinents d’una línia de renovació que s’havia iniciat a França amb l’estudi més generalitzat de societats no europees. Durant el segle xix hi ha una tendència cap a la col·lecció d’instruments exògens a Europa, percebuts com a exòtics. D’aquest col·leccionisme inicial es deriven uns primers treballs sobre les societats exteriors. És al segle XX que es constitueixen els primers estudis més seriosos sobre música a partir de l’interès que suscita el fonògraf de Thomas Edison. Paral·lelament la sociologia s’institucionalitza als EUA, de manera que s’obre una branca més d’investigació ja iniciada a Alemanya.
El primer treball en sociologia de la música el va escriure Georg Simmel l’any 1881. Estudi psicològic i etnològic sobre la música va ser rebutjat per manca de mètode. El treball va ser criticat per poca coherència, absència d’organització i encalaixat únicament a la psicologia aplicada a la música. El treball, però, era el primer, la qual cosa constitueix la primera recerca sobre sociologia de la música, així com iniciava la busca en el procés de creació musical. Això permetia un primer abordatge de les relacions entre artistes i auditors, i de la composició mateixa amb l’individu i la societat.
Max Weber és el primer sociòleg que amb Els fonaments racionals i sociològics de la música (1921) aconsegueix unanimitat en la comunitat científica i, gràcies a això, instaurar de forma ja fixa els estudis sociològics sobre música. Malgrat això la divisòria entre allò superior i inferior continua pervivint. Antropòlegs, homes i dones, fan recerca sobre els sons de cultures aborígens; sociòlegs, de tots sexes, fan investigació sobre la música produïda per societats industrialitzades. Weber fou força capdavanter en aquest context perquè va «realitzar una mena d’anàlisi comparatiu» entre «la música moderna», la medieval i «la grega, fet que permetia de discernir l’estructura de la música europea i occidental, a més de la música oriental» [trd.] (L. Savonardo, 2010). L’aportació del sociòleg fou fundadora en tant que contràriament al seu predecessor, sabia tocar piano, per tant, tenia coneixements fàctics sobre música. Tanmateix, els estudis sobre música es bifurquen definitivament. Hi haurà estudis de música ètnica d’una banda i estudis de música no ètnica d’altra banda. Els treballs de Weber són continuats en aquesta segona àrea.
Els estudis de Weber han estat altament criticats a partir dels anys 1950 i 1960 pel component etnocèntric dels seus anàlisis. Quelcom que regira aleshores les tornes i dona valor als treballs de Simmel. En els fets, tots dos tenen aproximacions diferents. Weber s’interessa en aspectes molt més tècnics mentre que Simmel posava els uts sobre la comunicació i la interacció entre individus. Tots dos empren l’evolucionisme i com a homes del segle xix, tendeixen a tenir un final de resultat molt racista. A partir dels anys 1920 s’obre una línia d’investigació diferent i liderada per Theodor Adornor que posa l’accent sobre la dialèctica capitalisme i comunisme. És a dir, els treballs comencen a interessar-se més en la música com a producte del capital que com a expressió d’una societat blanca d’europeus que parteix de formes simples i espontànies de música per a arribar a una excel·lència suposada de sons més complexos i que reflecteixen a la vegada la mateixa complexitat social. Aquí destaca La situació social de la música (1932) que afegeix a aquest tipus de treballs la consideració de la música com a forma de crítica de la societat.
Després de la Segona Guerra Mundial la música com a objecte d'estudi de la sociologia s'emmarca expressament dins els estudis culturals. S'hi fan remarcar investigadors distints com a Bordieu, Crane o Howards. L'escola de Xicago revista els treballs realitzats mentre l'etnomusicologia complementa i aporta punts crítics a una lectura molt determinista de la sociologia de la música. Quelcom que és possible per la divisió feta entre antropologia i sociologia. S'intenta sobretot entendre allò que constitueix la música popular i la seva relació amb la socitat. Les conclusions són força evidents, el pop és una denominació artificial que han pogut posar-hi els col·lectius socials amb més poder adquisitiu per a allunyar-se'n. La música ens distingeix al si d'un grup.

## Estudis sociològics clàssics

### Tradició simmeliana
Georg Simmel va fer aportacions estructurals als treballs de sociologia de la música. En primer lloc va saber entendre la dimensió creadora i influenciadora de les idees empeses per la música en la societat. L'obra d’art emet efectivament unes idees i es concep per a interpel·lar d’alguna manera el receptor. A partir d’aquí emet un primer resum de la funció de la música a la societat.
Ens diu que la música en una societat capitalista és un mitjà de divulgació cultural i una creació cultural tota sola. En tant que mitjà de divulgació té una funció de cohesió social de la societat. Interactua entre el passat i el present per a relligar generacions mitjançant l'imaginari col·lectiu que fabrica. La música no és únicament un reflex de la societat, és un mitjà de construcció de la realitat. Contribueix en tant que acompanyant dels canvis socials a construir la societat. En segon terme, com a creació cultural tota sola, la música té força creadora, fa possible la renovació d’un cicle consumista ja exhaurit.

#### Música i individualitat
Els primers abordatges en sociologia de la música constaten allò que els estudis culturals més endavant estableixen com a característica de cadascuna de les formes artístiques que es produeixen tot al llarg del segle xx. És a dir, l’obra d’art musical és el producte de la societat sortint de la Revolució Francesa.
Qui ho va constar abans que tothom fou Georg Simmel. Segons els seus treballs, l’obra de música, en tant que producte d’una societat que s’allunya de la tradició, habituada a posar l’accent sobre la col·lectivitat, és una creació pròpia de l'individu. Aquest transmet al públic les seves vivències, les seves idees i les seves cosmovisions. És l’èxit de la societat individualista atès el ressò que pot arribar a tenir un cop publicada.
En tant que aquest individu no viu tot sol i és igualment influenciat pel seu entorn, l’obra de música té una primera analogia amb la societat. És a dir, si el seu context és el d’una societat individualista, l’obra d’art també serà el reflex del pensament individualista. Per tant, l’obra de música parla sobre la seva societat i connecta la societat amb l’individu. Aquest darrer ítem ha estat explorat per Alfred Schütz (Fragments de la fenomenologia musical, 1976) dins el marc dels treballs de Max Weber. Ens diu que la musica tota sola és una abstracció que comunica un sentit. Però, concreta, aquest sentit se situa dins una dimensió temporal que connecta el jo i el tu de l'artista i el públic en una sort de sintonia (intersubjectivitat) que aconsegueix fer del jo i del tu un nosaltres. A partir d'aquí l'oïent perd el sentit real per a passar a una dimensió de temps percebut. Gaudeix de l'obra repetidament perquè n'ha disfrutat cadascuna de les notes i a causa d'això el temps percebut ha estat curt.

#### Universalitat i individualitat
Georg Simmel considera que l’adveniment de la societat contemporània és la plasmació d’una tensió entre la cerca de la individualitat i la pressió que la societat exerceix per tal que l’individu faci l’alineació amb el conjunt. Tot partint de la mateixa lògica enunciada en la relació entre individu i obra musical, Simmel veu la música en la societat contemporània una partícula d’un àtom. És a dir, considera que l’obra de música reflecteix la individualitat expressada mitjançant les idees del seu creador, però també reflecteix un pensament més general.

#### Orígens de la música
Simmel és un home del seu temps. Al segle xix la teoria de l’evolució de Charles Darwin va inundant cadascuna de les disciplines científiques. Simmel n’és un que amb l'evolucionisme a la mà conclou que la música s’adreça a les emocions i per això mateix té força per a influenciar i fins i tot unir la població.
Dedueix que la música instrumentada sorgeix molt probablement del soroll que podien emetre els primers humans amb els objectes que fabricaven. La música cantada en canvi seria el resultat del llenguatge articulat. Amb aquestes dues deduccions a la mà, el sociòleg alemany troba que la música en ésser essencialment musicada s’adreça a les emocions perquè el llenguatge articulat no és altra cosa més que comunicació. Fins i tot en pregàries la parla sembla cantada perquè l’objectiu és influenciar les emocions, que vol dir anar directament al comportament.

### Tradició weberiana

#### Teoria de la racionalització de la música
Segons Max Weber el protestantisme ha estat un dels motors principals de la secularització de la societat contemporània i com a tal la música ha fet part dels instruments de l’ètica protestant per a contribuir a secularitzar la societat, de resultes, permetre el desenvolupament del capitalisme.
Dins allò que representen els seus treballs, Weber considera que la música produïda anteriorment al capitalisme era força espontània mentre que després tendeix a racionalitzar-se en tant que és el producte de la racionalitat imposada per aquest capital. Aquí Weber fa un paral·lel entre música i religió tot aplicant-hi un esquema evolucionista. En no complir les mateixes funcions, la música que comença a produir-se a l'Edat mitjana fins avui reorganitza els sons per a acompanyar els canvis de mentalitat. És a dir, en no haver d’omplir la funció d’acompanyament màgic de la caça i la recol·lecta, pròpia de societats de farratjadores, les produccions musicals orienten els sons de forma més racional i no tant espontàniament. Això seria demostrable per la necessitat de memorització.
Adverteix que no es pot «pas considerar la música primitiva com un caos arbitrari sense normes» tot i que insisteix en la racionalització i la influència que ha exercit el pensament protestant en l’existència d'obres d’art musicades i enregistrades amb suport de paper o mecànic. En resum, Weber demostra que des de l'Edat mitjana, Europa ha tendit a racionalitzar la música per a respondre a unes necessitats creixents d’adequació del fenomen música a l’existència d’un mercat musical que s’expandeix. Això ha contribuït a estandarditzar la música mentre paral·lelament la mateixa ha acompanyat el procés de secularització social.

#### Música religiosa i laica
Els treballs de Weber es pregunten sobre la raó que porta Europa a produir música laica. Segons argüeix, els balls de cort i el piano, encarnació de l’ideal de l’home nòrdic, són en l’origen de l’arribada de la música laica. En necessitar música instrumental, la paraula perd força i així es va desdient de la religió. El centralisme francès de l'Edat moderna necessita posar de certa manera la religió a banda per a enaltir el rei i la noblesa. D’aquesta forma la música adquireix una funció diferent d’aquella que havia assumit a l'Edat mitjana. Mica en mica l’evolució tècnica del piano i de l’estructura compositiva que permet allibera la música de la religió i la torna laica.

### Tradició adorniana
L'escola de Frankfurt analitza novament tots els treballs realitzats en sociologia de la música a partir dels anys 1920 i amb una mirada marxista, encara que crítica amb Marx, permet posar certa llum sobre els estudis i en treu que la música en una societat capitalista té com a funció acompanyar el canvi social. És a dir, l’obra de música és clarament una expressió individual, però al mateix temps l’autor pot interferir en el seu entorn, de manera que l’obra musical és molt més que el reflex de la societat, pretén canviar-la. L’artista analitza l’estat de la societat i l’actualitza amb una relació personal seva envers la societat mateixa. El compositor, autor de l’obra, no és un agent passiu únicament perquè l’entorn mateix el força a activar-se i en aquesta perspectiva, encara que amb una mirada íntima i individualista, l’obra final resultant contribueix a crear la societat.
Paral·lelament, l'escolta de Frankfurt descobreix igualment que l’existència d’una indústria de la cultura en un món industrialitzat desproveeix l’autor de tota obra musical de la seva creació. En adaptar-se a la divisió del treball l’artista deixa de ser el veritable mestre de la seva obra i això torna el resultat final en un mecanisme més per a alinear la població. El capitalisme mateix és alineador segons els treballs d’Adorno. Tot això seria el resultat de l'estandardització esmentada anys abans per Weber.

## Estudis sociològics moderns

### Teoria del capital musical
Després de la Segona Guerra Mundial la sociologia de la música continua treballant-se però dins l'àrea dels estudis culturals. És el resultat de l'escola de Xicago. Una de les recerques rellevants l'escrigué Becker l'any 1982 (Aproximació al món de l'art). Conclou que existeixen mons musicals que corresponen a col·lectius a la societat. Diana Crane n'amplia el treball i diu haver-hi tres mons que corresponen a tres classes socials. Cadascun crea el seu univers musical. Si Becker pot fins i tot donar-nos categories (els rebels, els professionals integrats, els naïfs, els artites pop), Crane pot anunciar allò que mou cadascú. Una primera classe o xarxa cultural que correspondria als rebels tendeix a voler fer caure el sistema per a millorar-lo, una segona prefereix mantenir-lo, etc. La distinció entre cultura popular i culta arriba a relacionar-se en aquestes categories.
Crane hi aprofundeix (1992). Tot reprenent els treballs en sociologia de la moda i les tendències conclou que la música és igualment una forma de distinció entre classes i com a tal pot fer-se servir com a eina de poder. Essent així, segons el gènere produït, la indústria hi donarà menys o més suports econòmics per a desenvolupar-se. Allò que una classe alta pugui considerar com a molt barroer no rebrà les mateixes atencions, tot i que hagi constituït precedents a nivell històric per la seva força de canvi social. Tanmateix, altes com baixes, cadascun dels gèneres musicals que dues classes repudien mútuament són el reflex de la seva cultura urbana pròpia.
A tot plegat el sociòleg francès Pierre Bourdieu hi posa hom: capital cultural. La xarxa de relacions de cada classe o món musical té capital cultural.

### Poder cultural o simbòlic
Pierre Bourdieu es va interessar a la segona meitat del segle XX en l'anomenat soft power o poder tou de la música. Reprèn els treballs de Schütz i Simmel per a cloure que com havia enunciat Thorstein, la música té capacitat d'influenciar i ostentar poder. És a dir, com que la música són idees que creen la realitat (Simmel), allò que en termes de Schütz cal entendre com a comunicació de sentits, té capacitat de modificar el seu entorn, per tant, té poder (Thorstein). No som davant una guerra física, és un poder simbòlic.
Amb aquest fet el sociòleg descobreix que els mons culturals enunciats per l'Escola de Xicago, mantenen un diàleg de dominants i dominats. Parla de fraccions de la societat que corresponen a les classes esmentades per Crane, dominades o en posició d'exercir dominació sobre unes altres fraccions de la societat. El gust expressat per aquest o l'altre gènere musical no deixa de ser el fruït d'aquest diàleg. El món musical d'una classe alta és com és perquè cerca diferenciar-se de la classe alta, bé que també exhibeix poder a causa d'allò mateix que la torna una classe alta.

## Biografia
- Max Weber. Sociologia de la música. 1921
- Vicenç Furió. Sociologia de l'art. Barcelona: Barcanova, 1995
- M. Cinta Espuny. Introducció a la sociologia. Barcelona: La Busca, 2005